# Helmut Geys
Helmut Geys (* 23. September 1927 in München; † 14. April 2012) war ein deutscher Politiker (SPD).
Geys besuchte die Simmernschule und das Alte Realgymnasium in München. Nachdem er im Wehrdienst tätig war und in Kriegsgefangenschaft saß, machte er 1947 das Abitur an der Oberrealschule München-Pasing. Er studierte Rechtswissenschaft an der Universität München und legte die 1. und 2. juristische Staatsprüfung ab. Er war Sachbearbeiter bei einer Versicherungsgesellschaft, Regierungsassessor in der Versorgungsverwaltung und ab 1958 Richter am Sozialgericht München.
1949 wurde Geys Mitglied der SPD. Dort war er Ortsvorsitzender und Kreisvorsitzender in Fürstenfeldbruck und übte verschiedene andere Funktionen aus. 1956 wurde er Mitglied des Stadtrats von Fürstenfeldbruck, 1966 wurde er Mitglied des Kreistags von Fürstenfeldbruck, wo er Vorsitzender der SPD-Kreistagsfraktion war. Von 1974 bis 1986 war er Mitglied des Bayerischen Landtags.